# メズキータ
メズキータ（Mezquita）は、スペインのロック・バンド。1979年、彼らはフラメンコ・ロックとプログレッシブ・ロックをミックスした『故郷の思い出 (Recuerdos de mi tierra)』をリリースした。1981年には、セカンド・アルバム『Califas del rock』をリリースしている。どちらもレコード会社は、Chapa Discosである。
メズキータは、キング・クリムゾンやエマーソン・レイク・アンド・パーマーなど1970年代の偉大なバンドの影響を受けたシンフォニック・ロックを、フラメンコのリズムやメロディーと融合させて演奏した。その曲は、傑出したインストゥルメンタルであり、シンフォニック・ロックとフラメンコの両方のスタイルにおいて、いわゆる解釈の妙技を備えていた。
バンドは1982年に解散。1984年にベーシストのランディ・ロペスはメディナ・アサーラに加入した。

## メンバー
- ホセ・ラファエル・ガルシア (José Rafael García) – ボーカル、ギター
- ランディ・ロペス (Randy López) – ベース、パーカッション、ボーカル
- フランシスコ・"ロスカ"・ロペス (Francisco "Roska" López) – キーボード、ボーカル
- ラファエル・ソリーラ (Rafael Zorrilla) – ドラム、パーカッション、ボーカル

## ディスコグラフィ

### スタジオ・アルバム
- 『故郷の思い出』 - Recuerdos de Mi Tierra (1979年、Chapa Discos)
- Califas del Rock (1981年、Chapa Discos)